# جزيرة دوا
جزيرة دوا وهي جزيرة من جزر إندونيسيا، وتقع في المحيط الهندي إقليم بنغكولو.